# 6432 Temirkanov
6432 Temirkanov (1975 TR2) là một tiểu hành tinh vành đai chính được phát hiện ngày 3 tháng 10 năm 1975 bởi L. I. Chernykh ở Đài vật lý thiên văn Crimean. Tênd after Soviet conductor Yuri Temirkanov.